# Dallas Destiny
Dallas Destiny – amerykański klub szachowy, dwukrotny zwycięzca USCL.

## Historia
Zespół powstał w 2005 roku, a jego członkami byli m.in. studenci University of Texas at Dallas. Ośrodek treningowy klubu znajdował się w Carrollton. W 2005 roku zespół zadebiutował w United States Chess League (USCL). W pierwszym sezonie zespół nie zakwalifikował się do play-offów. W 2006 roku dzięki dzikiej karcie klub grał w fazie pucharowej, jednak odpadł po przegranej z Seattle Sluggers. W sezonie 2007 Dallas Destiny zajął pierwsze miejsce w dywizji zachodniej, a w fazie play-off pokonał Miami Sharks oraz w finale Boston Blitz, wygrywając tym samym USCL. Rok później po wyjściu z grupy oraz zwycięstwach w fazie pucharowej z San Francisco Mechanics, Miami Sharks i Boston Blitz zespół obronił tytuł. W latach 2009–2010 zespół nie awansował do play-offów. W sezonach 2011–2013 klub odpadał w ćwierćfinale, kolejno Chicago Blaze, Seattle Sluggers i Miami Sharks. W 2014 roku klub pokonał w ćwierćfinale San Francisco Mechanics, następnie wygrał półfinał z New York Knights, a w finale uległ St. Louis Arch Bishops. W kolejnym sezonie po pokonaniu w ćwierćfinale San Francisco Mechanics, Dallas Destiny przegrał mecz półfinałowy z St. Louis Arch Bishops. Po powołaniu Professional Rapid Online Chess League Dallas Destiny uczestniczył w tej lidze.
Szachistami klubu byli m.in. Angel Arribas Lopez, John Bartholomew, Salvijus Berčys, Dávid Bérczes, Ioan-Cristian Chirilă, Daniel Fernandez, Andriej Gorowiec, Conrad Holt, Walentin Jotow, Li Ruifeng, Patrycja Łabędź, Giorgi Margwelaszwili, Magesh Chandran Panchanathan, Razvan Preotu, Alejandro Ramírez, Julio Sadorra, Jacek Stopa, Titas Stremavičius, Puchen Wang, Jeffery Xiong, Darwin Yang, Zhou Jianchao i Zhu Jiner.